# Codão
Na genética molecular, um codão (português europeu) ou códon (português brasileiro) é uma sequência de três bases nitrogenadas de RNA mensageiro que codificam um determinado aminoácido ou que indicam o ponto de início ou fim de tradução da cadeia de RNAm. Isto significa que cada conjunto de três bases consecutivas é responsável pela codificação de um aminoácido.
Sempre que uma proteína vai ser sintetizada pelo ribossoma, a sequência correspondente às três bases do codão do RNAm vai ser posicionada pelo ribossoma e a molécula de aminoácido correspondente será trazida até o ribossoma pelo RNA transportador específico, possuidor de um anticodão num determinado sítio, que emparelha com o codão do ARNm, e de um braço ao qual se ligará um aminoácido específico.
Desta forma, uma proteína formada por 200 aminoácidos é derivada de uma molécula de RNA com, no mínimo, 600 bases nitrogenadas. De forma análoga, o DNA que originou esta sequência terá, pelo menos, 1200 bases, pois possui uma estrutura de dupla fita, enquanto o ARN tem fita simples.
Uma cadeia polipeptídica nascente, ou seja, acabada de sintetizar, tem sempre como aminoácido inicial a metionina. Isto deve-se ao facto de, a nível do RNA, o reconhecimento do gene que codifica para essa cadeia polipeptídica ser feito identificando um determinado codão a jusante de uma zona promotora de expressão. Esse codão é o conjunto de bases ATG e é denominado codão de iniciação (da transcrição) ou start.
A RNA polimerase, enzima responsável pela transcrição do DNA, não poderia concluir a sua actividade se não existisse também um codão que identificasse o fim do gene – o codão de terminação ou stop. Este pode ser qualquer um dos conjuntos UAA, UAG ou UGA.
Como existem 4 bases (A, C, T e G), existem 4x4x4=64 diferentes combinações de 3 bases formando codões. No entanto, o número de aminoácidos codificados é apenas 20. Esta discrepância é devida à chamada degenerescência do código genético: um amoácido pode ser codificado por mais do que um codão. Outro exemplo desta degenerescência foi ilustrado acima com o código para terminação: esta pode ser feita recorrendo a um de três diferentes codões. Note-se que o inverso não é verdadeiro, ou seja, um determinado codão só pode dar origem a um determinado aminoácido.

## Código genético
A relação entre os codões e os respectivos aminoácidos encontra-se na tabela abaixo. Como o processo de tradução envolve apenas RNA, é comum apresentar a base uracilo (U) em vez de timina (T) neste tipo de tabelas.
|         |   | 2a base                                                                                                  |                                                                                 | |                                                                                     |
| U       | C | A | G                                                                               | |                                                                                     |
| 1a base | U | UUU (Phe/F) Fenilalanina UUC (Phe/F) Fenilalanina UUA (Leu/L) Leucina UUG (Leu/L) Leucina, Start         | UCU (Ser/S) Serina UCC (Ser/S) Serina UCA (Ser/S) Serina UCG (Ser/S) Serina     | UAU (Tyr/Y) Tirosina UAC (Tyr/Y) Tirosina UAA ”Ocre” (Stop) UAG ”Âmbar” (Stop)                                  | UGU (Cys/C) Cisteína UGC (Cys/C) Cisteína UGA ”Opala” (Stop) UGG (Trp/W) Triptofano |
| 1a base | C | CUU (Leu/L) Leucina CUC (Leu/L) Leucina CUA (Leu/L) Leucina CUG (Leu/L) Leucina, Start                   | CCU (Pro/P) Prolina CCC (Pro/P) Prolina CCA (Pro/P) Prolina CCG (Pro/P) Prolina | CAU (His/H) Histidina CAC (His/H) Histidina CAA (Gln/Q) Glutamina CAG (Gln/Q) Glutamina                         | CGU (Arg/R) Arginina CGC (Arg/R) Arginina CGA (Arg/R) Arginina CGG (Arg/R) Arginina |
| 1a base | A | AUU (Ile/I) Isoleucina, Start AUC (Ile/I) Isoleucina AUA (Ile/I) Isoleucina AUG (Met/M) Metionina, Start | ACU (Thr/T)Treonina ACC (Thr/T)Treonina ACA (Thr/T)Treonina ACG (Thr/T)Treonina | AAU (Asn/N) Asparagina AAC (Asn/N) Asparagina AAA (Lys/K) Lisina AAG (Lys/K) Lisina                             | AGU (Ser/S) Serina AGC (Ser/S) Serina AGA (Arg/R) Arginina AGG (Arg/R) Arginina     |
| 1a base | G | GUU (Val/V) Valina GUC (Val/V) Valina GUA (Val/V) Valina GUG (Val/V) Valina, Start                       | GCU (Ala/A) Alanina GCC (Ala/A) Alanina GCA (Ala/A) Alanina GCG (Ala/A) Alanina | GAU (Asp/D) Ácido aspártico GAC (Asp/D) Ácido aspártico GAA (Glu/E) Ácido glutâmico GAG (Glu/E) Ácido glutâmico | GGU (Gly/G) Glicina GGC (Gly/G) Glicina GGA (Gly/G) Glicina GGG (Gly/G) Glicina     |